# Myrmica bidentata
Myrmica bidentata är en myrart som beskrevs av Smith 1858. Myrmica bidentata ingår i släktet rödmyror, och familjen myror. Inga underarter finns listade i Catalogue of Life.